# Bouvardia obovata
Bouvardia obovata là một loài thực vật có hoa trong họ Thiến thảo. Loài này được Kunth mô tả khoa học đầu tiên năm 1820.